# Cercibis oxycerca
El ibis rabudo, tarotaro o ibis tarotaro (Cercibis oxycerca) es una especie de ave pelecaniforme  de la familia Threskiornithidae, propia de Sudamérica y se puede observar en Venezuela, Brasil, Colombia y Guyana. 

## Taxonomía
Es el único miembro del género Cercibis. La historia evolutiva de este ibis es poco conocida, sin embargo, los análisis filogenéticos basados en la morfología y función del cráneo sugieren que está estrechamente relacionado con las espátulas. No se conocen subespecies.

## Descripción
Es un ibis relativamente grande que mide 75–86 cm de largo, con machos que son ligeramente más grandes que las hembras. Los machos también disponen de un pico más largo (15-16 cm) que las hembras. [5] Se distingue por su cola notablemente larga, siendo la más larga entre todas las especies de ibis existentes; mide 25-30 cm en machos y 25-27 cm en hembras. El plumaje es predominantemente negro con brillo verdoso; y con tintes violáceos en la parte superior de la espalda, el cuello, las alas y la cola. La región de la frente y las mejillas pueden ser de color marrón grisáceo. Los juveniles son bastante similares a los adultos, pero su plumaje carece del brillo metálico.
El pico, las patas, los dedos y la zona de la cara con piel desnuda son de color rojo anaranjado; la garganta es de color naranja amarillento; y una franja gris emplumada se extiende debajo del ojo desde la mandíbula inferior. Una discreta cresta difusa se extiende por la parte posterior de la cabeza y la parte superior del cuello. Es muy similar a otras especies de ibis con las que convive, como el Morito común y el Ibis afeitado; pero se distingue de ellos por su cuerpo de mayor tamaño y su cola más larga.  
El ibis rabudo tiene un vuelo lento y laborioso; con individuos que vuelan bajo sobre el suelo y que a menudo solo cubren distancias cortas, entre árboles vecinos. Sin embargo, se ha observado que vuelan a través de amplias extensiones de praderas hacia lugares de descanso o alimentación.

## Distribución y hábitat
El ibis rabudo habita en las sabanas húmedas y las riberas del norte de América del Sur, principalmente en la región de los Llanos y en un área pequeña entre Brasil y Guyana, a menos de 500m sobre el nivel del mar. También utiliza bosques de galería en los que posarse y reproducirse.
Este ibis se distribuye de manera irregular en todo su rango y a pesar de tener una población total grande; generalmente es poco común a escala local. Se considera la especie de ibis menos numerosa en los llanos venezolanos, aunque es más abundante allí durante la temporada de lluvias. 

## Comportamiento
Este ibis no se asocia con otras especies de aves zancudas. Se encuentra principalmente en parejas y en pequeños grupos que comprenden entre tres y cinco individuos. A pesar de la territorialidad de este ibis, los individuos rara vez se alimentan solos. 
Al igual que el Morito común, el ibis rabudo se alimenta en zonas terrestres o semi-terrestres. Normalmente se alimenta en suelos húmedos, cenagales poco profundos y a lo largo de los bordes pantanosos de lagunas y campos de arroz. Sin embargo, ocasionalmente también se alimenta en aguas poco profundas. Es menos acuático en sus hábitos alimenticios que muchos otros ibis sudamericanos. En su área de extensión, solo la bandurria común se alimenta en terrenos más secos y de mayor altitud. Más raramente, se ha observado al ibis rabudo alimentándose en los bosques de galería durante la estación húmeda. 
La alimentación de este ibis es principalmente táctil. Su método típico de alimentación consiste en caminar rápidamente sobre suelo húmedo y a través de lodo o agua poco profunda; sondeando con el pico en el sustrato buscando presas. Se alimenta principalmente de insectos de tamaño mediano, especialmente en la estación seca. También ocasionalmente se alimenta de anfibios, crustáceos, lombrices de tierra y caracoles. Su tendencia a forrajear en parejas o grupos pequeños puede ser en parte atribuible a la distribución dispersa de sus presas en los llanos. Este ibis probablemente migra de manera local durante la estación húmeda a zonas de mayor altitud que pueden servir como refugio de las extensas inundaciones de los pastizales de las llanuras.
Al contrario que la mayoría de las aves acuáticas que habitan la región de los Llanos, el ibis rabudo se reproduce en la estación seca desde agosto a febrero. Tampoco crea colonias para la reproducción como otras especies de ibis sino que se reproduce en solitario en los bosques de galería donde construye su nido entre las ramas de los árboles. En este entorno pone los huevos entre agosto y septiembre y cría a los polluelos hasta febrero. Se han hecho estudios que demuestran que estos ibis abandonan totalmente las praderas durante la época de cría. Este secretismo hace que muchos aspectos de los hábitos reproductivos de esta especie sean desconocidos. 
Los mayores de este ibis son aves rapaces de su entorno entre los que destaca el Busardo colorado.

## Conservación
El ibis rabudo está catalogado por la UICN como preocupación menor debido a que es común en su área de distribución y sus poblaciones permanecen estables. La población total de este ibis se estima entre 6.700 y 17.000 individuos maduros. Los mayores peligros a los que se enfrenta son los relacionados con la destrucción y fragmentación de su hábitat, que pone en riesgo el contacto entre las distintas poblaciones de un ibis con una naturaleza ya de por sí solitaria y reservada.